# Баница (Драмско)
Вижте пояснителната страница за други значения на Баница.
Баница (на гръцки: Ψαθοχώρι, Псатохори, катаревуса: Ψαθοχώριον, Псатохорион, до 1928 година Μπάνιτσα, Баница) е бивше село в Гърция, част от дем Доксат на област Източна Македония и Тракия.

## География
Селото се е намирало в Драмското поле, до Каламбак.

## Етимология на името
Името на селото не е производно на тестеното изделие баница, а на баня.

## История
В началото на XX век Баница е малко турско село. След изселването на малобройните турци в средата на 20-те години, в селото са заселени няколко семейства гърци бежанци. В 1928 година името на селото е сменено на Псатохори. По-късно е присъединено към Каламбаки.